# Seznam turških nogometašev
Seznam turških nogometašev.

## A
- Olcan Adın
- Orhan Ak
- Saffet Akbaş
- Aykut Akgün
- İbrahim Akın
- Serhat Akın
- Ayhan Akman
- Altan Aksoy
- Cafercan Aksu
- Fatih Akyel
- Halil Altintop
- Hamit Altintop
- Can Arat
- Cihat Arman
- Volkan Arslan
- Erdem Artum
- Emre Aşık
- Kemal Aslan
- Çağdaş Atan
- Barış Ataş
- Necati Ateş
- Mehmet Aurélio
- Yalçın Ayhan
- Serkan Aykut
- Zeki Ayvaz

## B
- Sezer Badur
- Turgay Bahadır
- Serkan Balcı
- Hakan Balta
- Deniz Barış
- Can Bartu
- Yıldıray Baştürk
- Emre Belözoğlu
- Ali Eren Beşerler
- Zafer Biryol
- Uğur Boral
- Okan Buruk

## C
- Rıza Çalımbay
- Cihan Can
- Ömer Çatkıç
- Oğuz Çetin
- Servet Çetin
- Hüseyin Çimşir
- Tanju Çolak
- Tayfun Cora

## D
- Ümit Davala
- Volkan Demirel
- Mustafa Denizli
- Oktay Derelioğlu
- Rıdvan Dilmen
- Tolga Doğantez

## E
- Fevzi Elmas
- Abdullah Ercan
- Aykut Erçetin
- Arif Erdem
- Mülayim Erdem
- Ömer Erdoğan
- Mahmut Hanefi Erdoğdu
- Emrah Eren

## G
- Gökhan Gönül
- Gürhan Gürsoy
- Şenol Güneş

## H
- Cihan Haspolatlı
- Tayfur Havutçu

## I
- Ozan İpek
- Engin İpekoğlu
- Muzzy Izzet

## K
- Hasan Kabze
- Giray Kaçar
- Nihat Kahveci
- Gökdeniz Karadeniz
- Ümit Karan
- İbrahim Kaş
- Kâzım Kâzım
- Mustafa Keçeli
- Tugay Kerimoğlu
- Onur Kıvrak
- Aykut Kocaman
- Bülent Korkmaz
- Mert Korkmaz
- Tayfun Korkut
- İsmail Köybaşi
- Lefter Küçükandonyadis
- Serdar Kulbilge
- Serdar Kurtuluş

## M
- Hami Mandirali
- İlhan Mansız
- Tümer Metin

## N
- Mert Nobre

## O
- Metin Oktay
- Alpay Özalan
- Ümit Özat
- Özgürcan Özcan
- Hasan Özer
- Zafer Özgültekin
- Serdar Özkan
- Ferhat Öztorun
- İbrahim Öztürk

## P
- İlhan Parlak
- Ergün Penbe
- Xhevad Prekazi

## R
- Rüştü Reçber

## S
- Ertugrul Saglam
- Nuri Şahin
- Selçuk Şahin
- Zafer Sakar
- Tuncay Şanlı
- Sabri Sarıoğlu
- Hasan Şaş
- Volkan Şen
- Semih Şentürk
- Turgay Şeren
- Bora Sevim
- Tolga Seyhan
- Yusuf Şimşek
- Hakan Şükür

## T
- Ali Tandoğan
- Fatih Tekke
- Ogün Temizkanoğlu
- Fatih Terim
- Mehmet Topal
- İbrahim Toraman
- Önder Turacı
- Arda Turan
- Cemil Turan

## U
- Feyyaz Uçar
- Uğur Uçar
- İsmet Uluğ
- Gökhan Ünal
- Hakan Ünsal
- Suat Usta
- İbrahim Üzülmez

## Y
- Sergen Yalçın
- Sercan Yıldırım
- Aydın Yılmaz
- Burak Yılmaz
- Mehmet Yozgatlı
- Selçuk Yula
- Mustafa Yumlu

## Z
- Gökhan Zan
- Kerim Zengin
- Tolga Zengin